# Alisterus amboinensis
Il pappagallo re delle Molucche (Alisterus amboinensis (Linnaeus, 1766)) è un uccello della famiglia degli Psittaculidi.

## Descrizione
Questa specie si presenta con taglia attorno ai 37 cm, simile per colorazione al pappagallo re australiano ma con delle caratterizzazioni precise che variano anche da sottospecie a sottospecie. La sottospecie nominale, A. a. amboinensis, si presenta priva di dimorfismo sessuale: testa, petto e parti addominali rosse; groppone, codrione e coda blu violaceo; ali verdi; becco con ramo superiore rosso e inferiore nero; iride gialla e zampe grigie. La sottospecie A. a. sulaensis presenta il blu del groppone leggermente ridotto e sostituito da una zona verde come l'ala e la femmina si diversifica dal maschio per squamature verdi sul petto. La sottospecie A. a. versicolor è simile alla precedente ma più piccola e con squamature verdi su tutte le parti blu. La sottospecie A. a. buruensis è del tutto simile alla specie di riferimento da cui si riconosce per il becco completamente nero. La sottospecie A. a. hypophonius è inconfondibile avendo le ali completamente blu. L'ultima sottospecie, A. a. dorsalis, è simile alla specie di riferimento ma ha il rosso più scuro.

## Biologia
Silenzioso e quieto, non segnala la sua presenza e vive molto riparato in singoli individui o a coppie. In alcuni areali si è specializzato nel nutrirsi di ghiande di una particolare quercia tipica della zona; in generale mangia frutta, semi, becche, gemme. Le abitudini riproduttive sono simili a quelle di Alisterus scapularis.

## Distribuzione e habitat
È presente nell'arcipelago delle Molucche sulle isole Halmahera, della Sula, Buru, Ceram, Misool, Salawati, Waigeo, e nella Nuova Guinea occidentale.
Vive nelle foreste di pianura e montagna, fino ai 1400 metri.